# Школа ремонта
Школа ремонта — российская еженедельная познавательная телепрограмма о ремонте на ТНТ, выходившая на экраны с 30 ноября 2003 по 30 декабря 2017 года, рассказывавшая о способах достаточно быстрого косметического ремонта в жилых помещениях в домах на территории Москвы или ближайшего Подмосковья.
Ведущие проекта — прораб Сан Саныч (актёр Александр Гришаев), Эля (телеведущая Элеонора Любимова), Вахтанг Беридзе (актёр). Подготовкой к эфиру и непосредственно съёмками занималась «Кинокомпания „Версия“».

## Описание
В программе рассказывается о способах достаточно быстрого ремонта в жилом помещении. Совместно с известными дизайнерами, декораторами и архитекторами участники «Школы ремонта» производят косметический ремонт квартиры, украшая их стильными и комфортабельными элементами. Часто такой сюрприз для своей семьи устраивает один из хозяев квартиры. В съемках программы непосредственно в ремонте принимает участие и сам владелец жилья. Ремонт длится обычно около недели, его длительность составляет 72 рабочих часа (по 12 рабочих часов в день).
Однако, «Школа ремонта» принимается не за любую работу. Для участия в программе квартира должна располагаться в доме с грузовым лифтом на территории Москвы или ближайшего Подмосковья.

## Критика
Бригада «Школы ремонта» состоит из трех человек, все они не строители, а актёры:
- Сан Саныч (актёр Александр Гришаев) — прораб.[2]
- Шурик (актёр Александр Лырчиков) — специалист. Пришел в «Школу ремонта» в качестве стажера, всегда на подхвате.
- Юра (актёр Юрий Анпилогов) — каменщик. Не упускает возможность применить грубую мужскую силу. Большой ценитель всего изящного.
- Джаник — специалист самого широкого профиля. Борец за светлое будущее для всех участников программы «Школа ремонта».
- Аня (актриса Анна Каракаева) — маляр. Мастер кисти и шпателя. Самый обаятельный и привлекательный участник «Школы ремонта».
- Вахтанг Беридзе, Анна Каракаева, Элеонора Любимова, Сергей Шубенков, Юлия Егорова — помощники прораба.

## Рейтинги
Доля проекта у женской аудитории в возрасте от 18 до 30 лет, по данным TNS Россия от 7 мая 2010 года, составляет 13,2 пункта, что является вторым показателем в рейтингах.
По данным TNS Russia от 1 февраля 2011 года программа пользуется спросом у 0,9 % аудитории старше 18 лет и 1,2 % женской аудитории в возрасте 25-45 лет.